# Arte erotica femminile
L'Arte erotica femminile consiste di ogni materiale erotico che soddisfi specificamente le donne eterosessuali. Quando l'arte erotica è rivolta alle lesbiche, viene definita arte erotica lesbica. L'arte erotica femminile si presenta in un gran numero di canali, tra cui siti web, libri, racconti, film, fotografia, riviste e materiale audio. Il contenuto può riguardare molti aspetti della sessualità, dalle relazioni al feticismo; l'idea principale sta nel presentare il sesso dalla prospettiva di una donna, o ricomprendere fantasie sessuali femminili.

## Internet

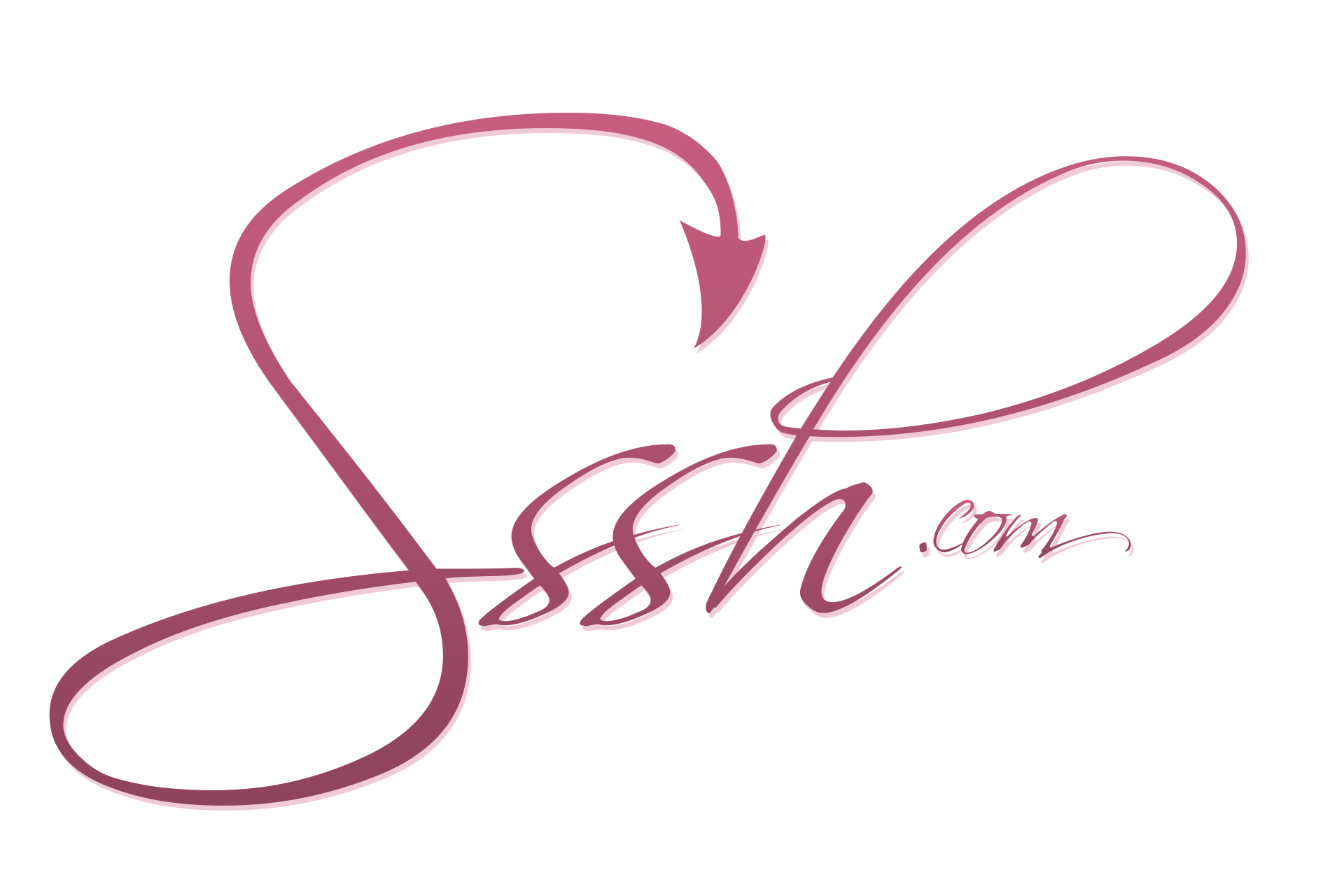
Logo del sito Sssh.com

A causa della riservatezza e dell'apparente anonimato offerti da internet, sempre più donne si sono accostate a materiale erotico online. Nel 2003 Nielsen Netratings notò che più di un quarto dei consumatori di pornografia web era di sesso femminile. Nel 1998 fu lanciato Purve, il primo sito web di arte erotica femminile a pagamento. Vi si trovavano foto di uomini nudi tratte da siti gay, articoli e consigli in tema di sesso. Un altro analogo sito a pagamento, Sssh.com, che offre film e contenuti fotografici originali, fu lanciato nel 1999 da Angie Rowntree, che fu poi annoverata nella Adult Video News Hall of Fame, Internet Founders Division, in riconoscimento della sua opera per fondare ed accrescere un mercato online per l'arte erotica femminile. Nel 2015 Sssh.com fu il primo sito porno per donne a vincere lo XBIZ Award for Best Alternative Site. La prima web directory dedicata a contenuti erotici per donne fu Ladylynx, che conteneva collegamenti a raccolte di immagini e recensioni di siti. Poco più tardi iniziò l'attività di Kara's Links, un "sito-directory" simile.

## Narrativa
La letteratura erotica per donne ha registrato una crescita esplosiva nel periodo 2010-2015. Gli editori riferiscono che coerentemente i romanzi erotici per donne hanno avuto un notevole successo commerciale.
Il primo caso editoriale di letteratura erotica femminile fu Black Lace, lanciato in Gran Bretagna nel 1992. Per oltre dieci anni rimase un fenomeno editoriale unico e solo recentemente è stato affiancato sul mercato da editori di gran nome come Harlequin, Kensington ed Avon che hanno avviato le rispettive linee "etichetta nera" per lettrici.
La prima serie di libri che conteneva racconti erotici per donne fu Herotica, pubblicata per la prima volta da Down There Press nel 1996. La scrittrice e militante del sesso Susie Bright fondò la serie e ne curò i primi tre volumi. Una serie simile è Best Women's Erotica edita da Cleis Press che è apparsa con cadenza annuale dal 2001.
L'editrice fondata su internet Ellora's Cave distribuiva quelli che chiamava "romantica" — romanzi d'amore con scene di sesso esplicito. Questa società in origine produceva e-book ma successivamente passò alla carta stampata; chiuse le attività nel 2016.

## Film

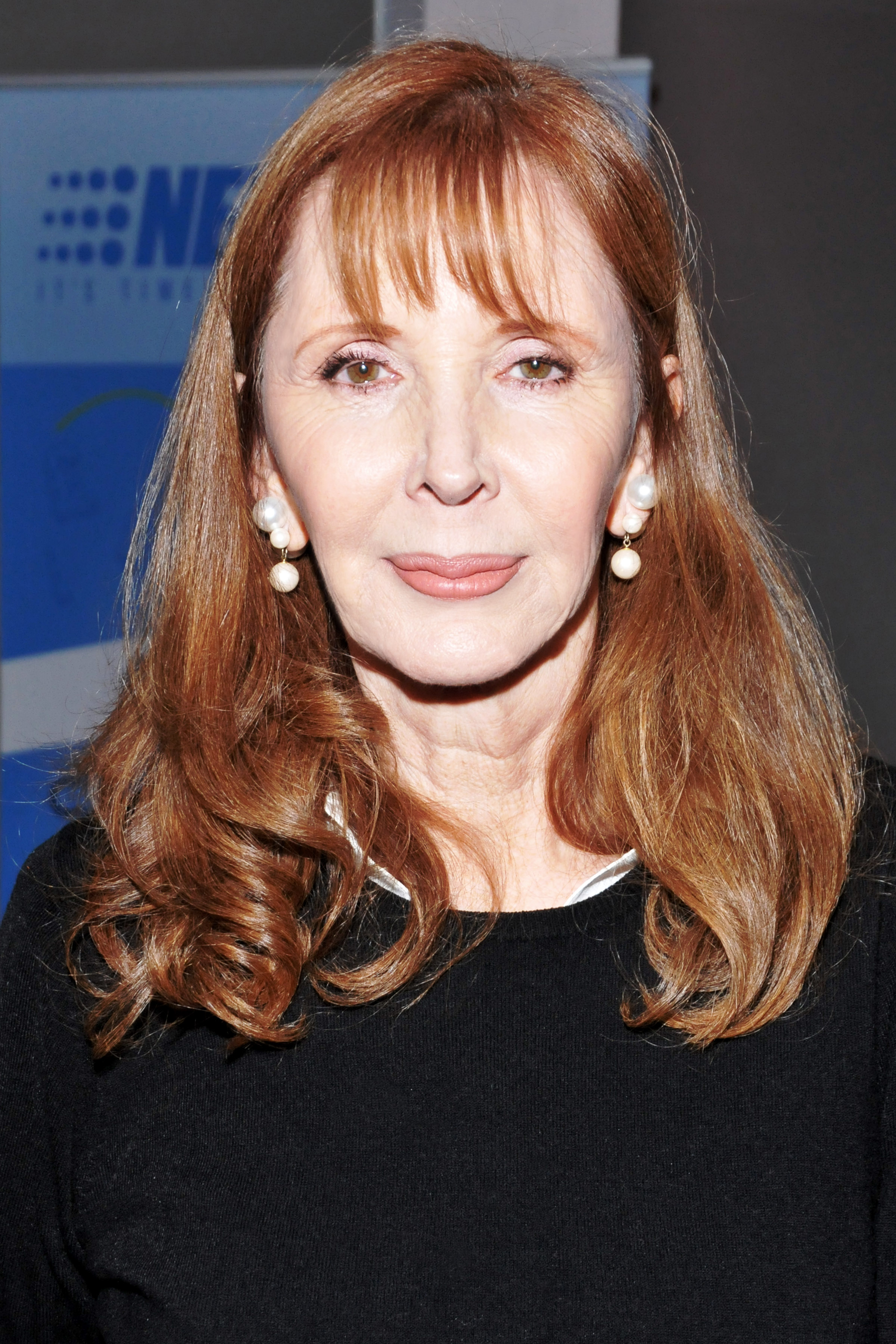
Kelly Holland, proprietaria di Penthouse, gennaio 2016

Le donne non sono state considerate un potenziale pubblico dei registi pornografici fino al 1984, quando la ex pornostar Candida Royalle creò il primo film erotico per donne, Femme. La pellicola conteneva scene di sesso esplicito ma si concentrava sul piacere delle donne con esclusione del cumshot (scene di eiaculazione esterna). In seguito realizzò altri 16 film erotici per donne. Nel 2007 lanciò una nuova linea di film, Femme Chocolat, che mette in scena le fantasie sessuali delle donne nere.
Per molti anni Candida Royalle fu l'unica produttrice di film erotici per donne. Nel 1997 il regista nominato per l'Oscar Lars von Trier diede vita alla società Puzzy Power, ed assieme a Lene Børglum iniziò a produrre film pornografici per donne, a partire da Constance (1998) e Pink Prison (1999). Nel luglio 2009 la rivista femminile Cosmopolitan (edizione in tedesco) collocò Pink Prison al primo dei cinque posti nella sua Die Besten Frauenpornos (classifica dei migliori porno per donne), definendolo il "Vorbild für die neue Porno-Generation" (modello di ruolo per il porno di nuova generazione).
Nel XXI secolo molte donne si sono fatte avanti proponendo la propria rappresentazione dell'arte erotica femminile.

Tra loro:
- La regista svedese Jessica Nilsson, che realizzò il premiato lungometraggio All About Anna (2005) per la Zentropa di Lars von Trier.
- La regista danese Lisbeth Lynghøft, che realizzò il lungometraggio (Premio Venus) Pink Prison (1999) per la Zentropa di Lars von Trier.
- La filmmaker indipendente Estelle Joseph (in arte Dominique X), che autofinanziò la serie City of Flesh (2004), ambientata a New York.[17]
- La regista e produttrice (tedesca, ma attiva nel Regno Unito) Petra Joy che creò film come Sexual Sushi (2006), Female Fantasies (2007) e Feeling It! Not Faking It... (2008), oltre a curare l'antologia in DVD Her Porn (2009).[18]
- La filmmaker svedese Erika Lust il cui cortometraggio The Good Girl (2004) fu inserito nel suo lungometraggio Five Hot Stories for Her (2006).
- Nina Lennox, che ha prodotto la linea di film Inpulse.[19] Si imperniano principalmente sulle doti di maschi avvenenti.
- La star dell'erotico Tina Tyler, che ha creato una linea di film per donne incentrata sulla masturbazione maschile.[20]
- La veterana della produzione erotica Kelly Holland, che gestisce un'impresa di materiale erotico chiamata Chick Media e produce film per donne.[21]

## Televisione
Nel 2009 l'emittente Dusk! inizia nei Paesi Bassi le trasmissioni di un canale televisivo costantemente attivo che diffonde solo materiale erotico e pornografia rivolta al pubblico femminile.
Vengono trasmessi tutti i film sopra citati. Un numero maggiore di donne sta iniziando a produrre film erotici. Per lo più si tratta di piccoli prodotti indipendenti ispirati dall'insoddisfazione verso il porno "generalista". Il contenuto dell canale televisivo è valutato e selezionato dal pubblico femminile attraverso la community del sito web dusk.tv.com.

## Riviste
Cosmopolitan è stata la prima rivista ad inserire nel "paginone centrale" un nudo maschile — Burt Reynolds senza veli nell'aprile 1972. La rivista australiana Cleo ne seguì l'esempio nel novembre dello stesso anno con un poster dell'attore Jack Thompson.
La rivista Playgirl, in risposta al Playboy di Hugh Hefner, apparve per la prima volta nel 1973 e offrì un "paginone centrale" di nudo integrale nel suo secondo numero. La rivista contiene regolarmente modelli nudi, racconti erotici e consigli in tema sessuale. Sebbene il periodico sia dichiaratamente rivolto alle donne, l'ex redattrice Michelle Zipp ha rivelato che circa l'80% della clientela è costituito da uomini gay.
Le riviste erotiche per donne più rilevanti comprendono:
- Filament, una rivista britannica che offre articoli intelligenti e immagini di uomini esplicite e non (ha terminato le pubblicazioni con il numero di dicembre 2011)[30]
- Jungsheft, (già nota come 'Gluck') una rivista indipendente tedesca che propone "ragazzi indipendenti di pelle chiara, glabri, qualche volta pelosi, a loro agio nei loro monolocali bohémien"[31]
- Alley Cat, una rivista di lingua tedesca che mostra foto non esplicite di uomini oltre ad articoli su sesso e moda.[32]